# Astragalus gilvus
Astragalus gilvus es una especie de planta del género Astragalus, de la familia de las leguminosas, orden Fabales.

## Distribución
Astragalus gilvus se distribuye por la isla del Egeo Oriental y Turquía.

## Taxonomía
Fue descrita científicamente por Boiss. Fue publicada en Diagn. Pl. Orient. 9: 71 (1849).